# Nokia N81
Il Nokia N81 è uno smartphone prodotto dall'azienda di telefonia mobile finlandese Nokia e messo in commercio nel 2007. È stato prodotto in due versioni, una standard e una dotata di memoria interna da ben 8Gb. Quest'ultima versione dello smartphone è stata rinominata N81 8GB.